# Hylorops australis
Hylorops australis är en tvåvingeart som först beskrevs av Macquart 1850.  Hylorops australis ingår i släktet Hylorops och familjen vapenflugor. Inga underarter finns listade i Catalogue of Life.